# رامون أيالا (موسيقي مكسيكي)
رامون أيالا Ramón Ayala (ولد في 8 ديسمبر 1945) عازف وملحن وكاتب أغاني مكسيكي لموسيقى نورتينيو. وعازف أكورديون. 
اسمه الأصلي رامون كوفاروبياس غارزا، ولكنه اشتهر باسمه الفني رامون أيالا. وتم أخذ موسيقاه في حوالي ثلاثة عشر فيلم.

## روابط خارجية
- رامون أيالا (موسيقي مكسيكي) على موقع ميوزك برينز (الإنجليزية)